# Střední skupina vojsk

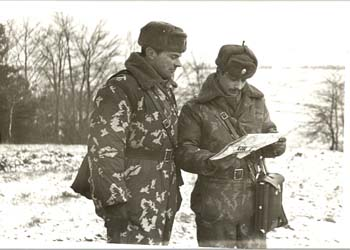
Sovětští důstojníci ve vojenském výcvikovém prostoru Libavá, zima 1985

Střední skupina vojsk (rusky Центральная группа войск, zkratka ЦГВ) bylo vojenské uskupení Sovětské armády, umístěné v letech 1945–1955 v Rakousku a Maďarsku. Po invazi vojsk Varšavské smlouvy bylo znovu zformováno a od 24. října 1968 do 21. června 1991 umístěno v Československu.

## První skupina vojsk (1945–1955)
Po druhé světové válce přestala být Sovětská armáda organizována v podobě frontů a velká sovětská vojenská uskupení se začala nazývat skupinami vojsk.
Z jednotek Rudé armády, nacházejících se na konci války na území Československa a Rakouska, byla vytvořena Střední skupina vojsk, umístěná v sovětské okupační zóně Rakouska a Maďarsku. Po uzavření rakouské státní smlouvy v roce 1955 Sovětská armáda z Rakouska odešla a Střední skupina vojsk zanikla. Sovětská vojska v Maďarsku se přeměnila v tzv. Zvláštní sbor, který tvořil základ budoucí Jižní skupiny vojsk, dislokované v Maďarsku.
Nová Střední skupina vojsk byla vytvořena po sovětském vpádu do Československa v roce 1968.

## Druhá skupina vojsk (1968–1991)

### Vpád do Československa

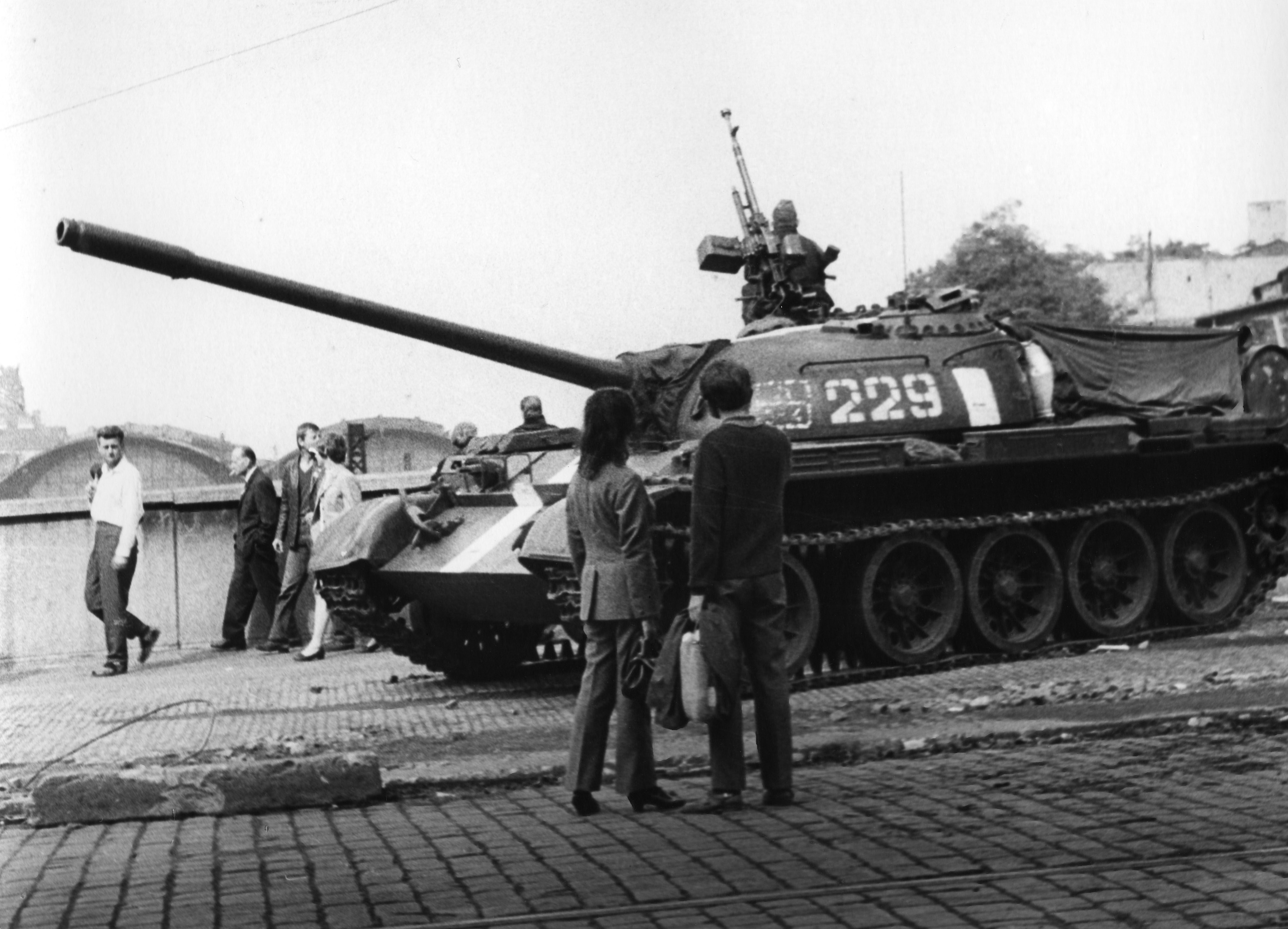
Tank T-55 nasazený v invazi

V noci z 20. na 21. srpna 1968 vpadly do Československa vojenské jednotky Bulharska, Maďarska, Východního Německa, Polska a Sovětského svazu, aby vojensky potlačily reformní proces pražského jara (tzv. Operace Dunaj). Po násilném zvrácení reformního procesu velká část intervenčních jednotek z Československa odešla. Pět divizí pozemního vojska a jedna letecká divize Sovětské armády však v Československu zůstaly a vytvořily tak základ nově zformované Střední skupiny vojsk. Pobyt Střední skupiny vojsk na území Československa byl označován jako „dočasný“, přestože trval skoro 23 let.

### Složení

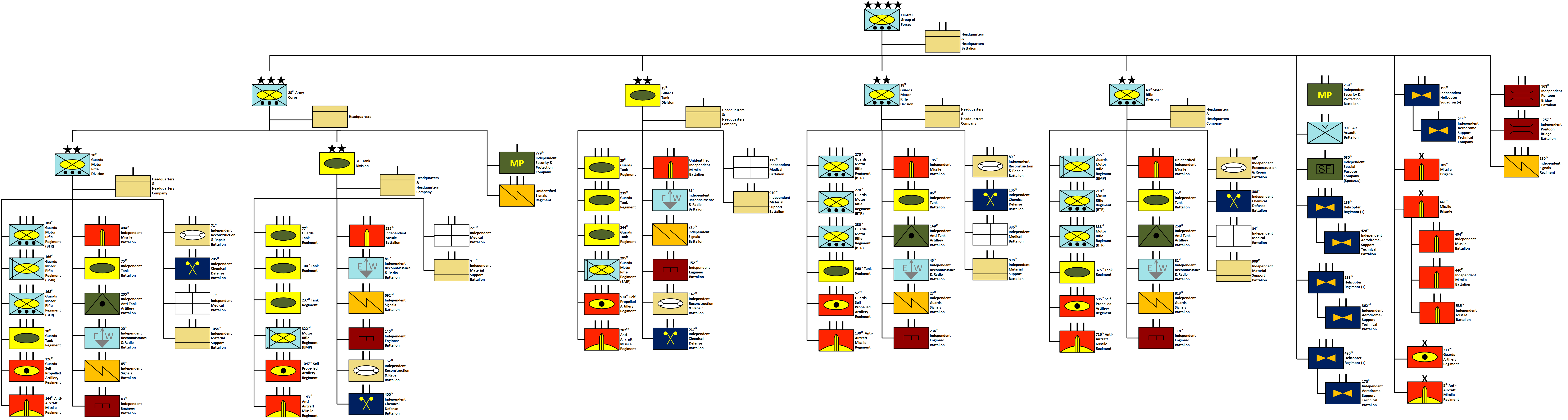
Sestava v roce 1988

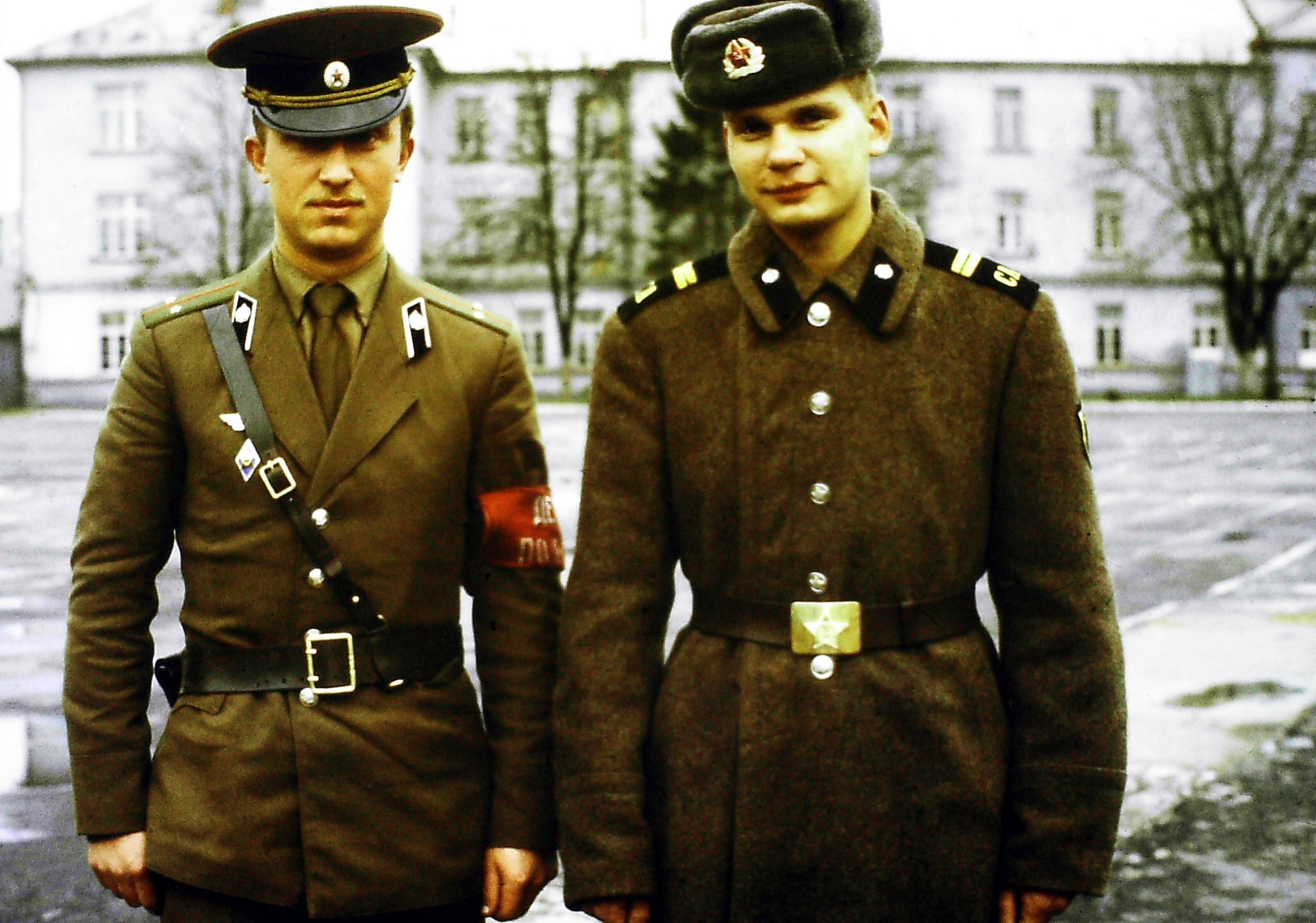
Sovětští vojáci ve Vysokém Mýtě (1987)

Střední skupina vojsk se skládala ze dvou tankových divizí, tří motostřeleckých divizí, tří brigád raketových vojsk, jedné brigády dělostřelectva a jedné úderné brigády výsadkářů. Celkem šlo o přibližně 85 000 mužů. Hlavní stan byl umístěn v Milovicích. Čtyři z pěti sovětských pozemních divizí byly dislokovány v české (Milovice, Mladá Boleslav, Vysoké Mýto a Bruntál) a jedna ve slovenské (Zvolen) části federace. Na počátku roku 1987 zahrnovala výzbroj Střední skupiny vojsk 1 500 tanků, 650 děl, 90 víceúčelových raketometů a 300 letadel (z toho 120 helikoptér), včetně bitevníků Su-25. Některé zdroje uvádějí, že na Libavé v prostoru Kozlov, Přáslavice a Stará Voda byly dislokovány rakety s jadernými hlavicemi SS-12/22 Scaleboard. Rakety s automobily MAZ byly připraveny v bunkrech Granit a jaderné hlavice byly skladovány asi 200 m od těchto úkrytů ve speciálním bunkru průchozím z obou stran.
Hlavním úkolem Střední skupiny vojsk bylo udržet sovětskou kontrolu nad Československem a posílit síly Varšavské smlouvy na jejím západním předmostí.

### Operace Krkonoše
Operace Krkonoše (či Akce Krkonoše) byla chystaná invaze armád Varšavské smlouvy do Polska v prosinci 1980. Mělo jít o potlačení odborového hnutí Solidarita, které nesouhlasilo s komunistickým zřízením v Polsku. Příprav na vpád do Polska se zúčastnily také tankové divize Střední skupiny, které podle plánu měly projet hraniční přechody u Žacléře a Náchoda. Vedení z Moskvy však operaci odvolalo a tanky hranice nepřekročily.

### Odsun z Československa
Po sametové revoluci byla uzavřena československo-sovětská dohoda o odchodu Sovětské armády z Československa, kterou podepsali v únoru 1990 v Moskvě ministři zahraničí Jiří Dienstbier a Eduard Ševardnadze za přítomnosti sovětského generálního tajemníka Michaila Gorbačova a československého prezidenta Václava Havla. Při setkání s Havlem sovětští představitelé vyslovili politování nad okupací Československa. Poslední železniční transport Sovětské armády opustil československé území 21. června 1991. Velitel Střední skupiny vojsk Eduard Vorobjov odletěl z Československa 27. června 1991.

## Galerie

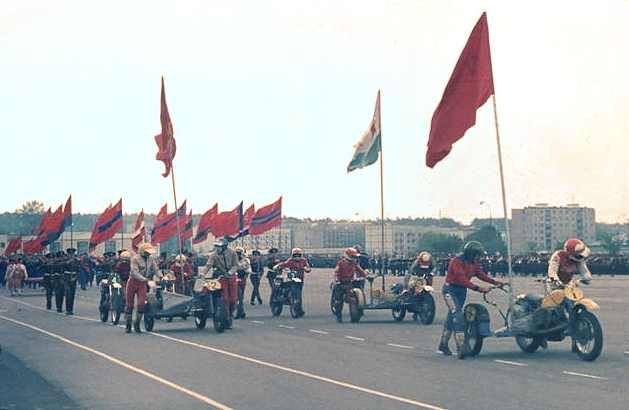
Oslava dne vítězství 1984 v Milovicích
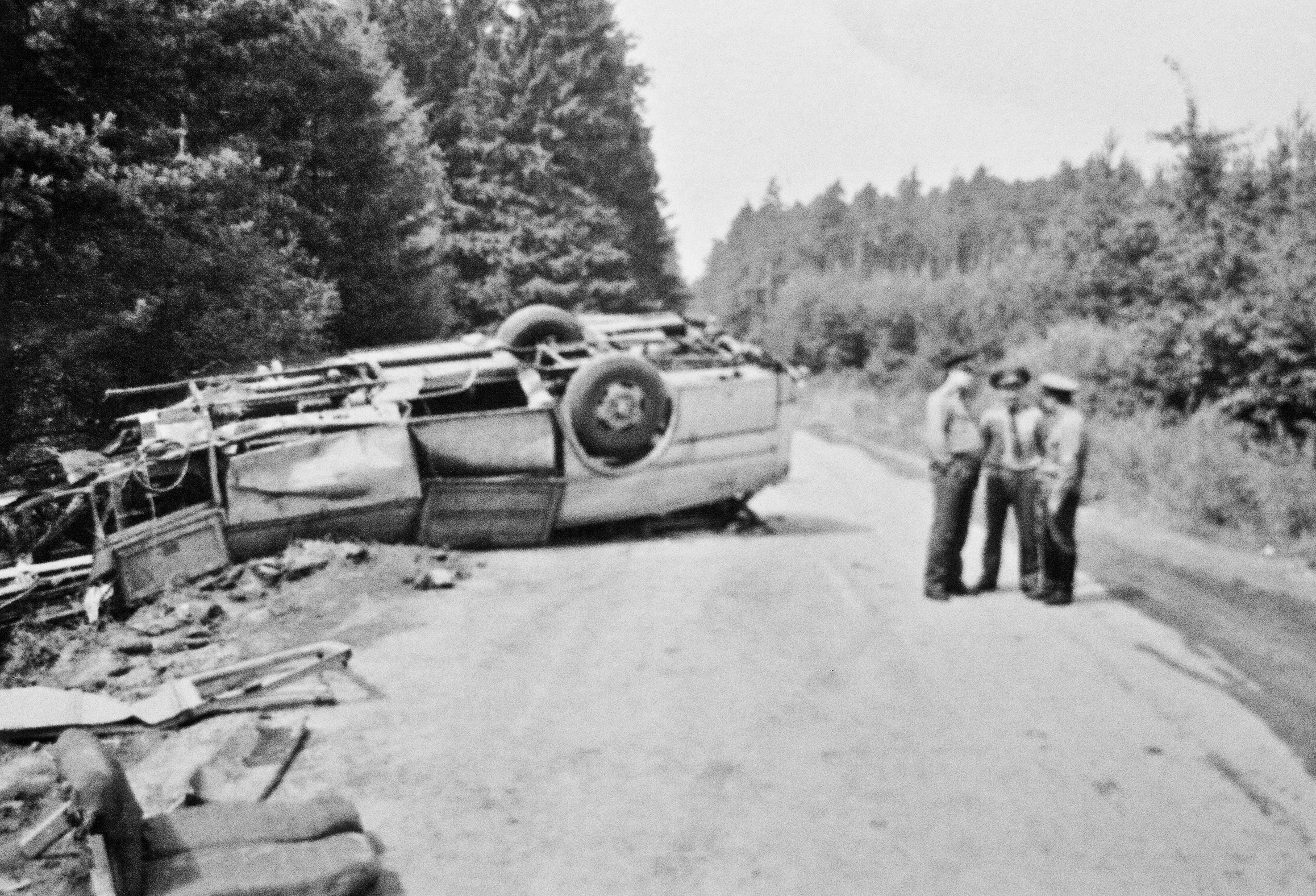
Nehoda autobusu se sovětským tankem T-72 u vojenského prostoru Ralsko v roce 1985
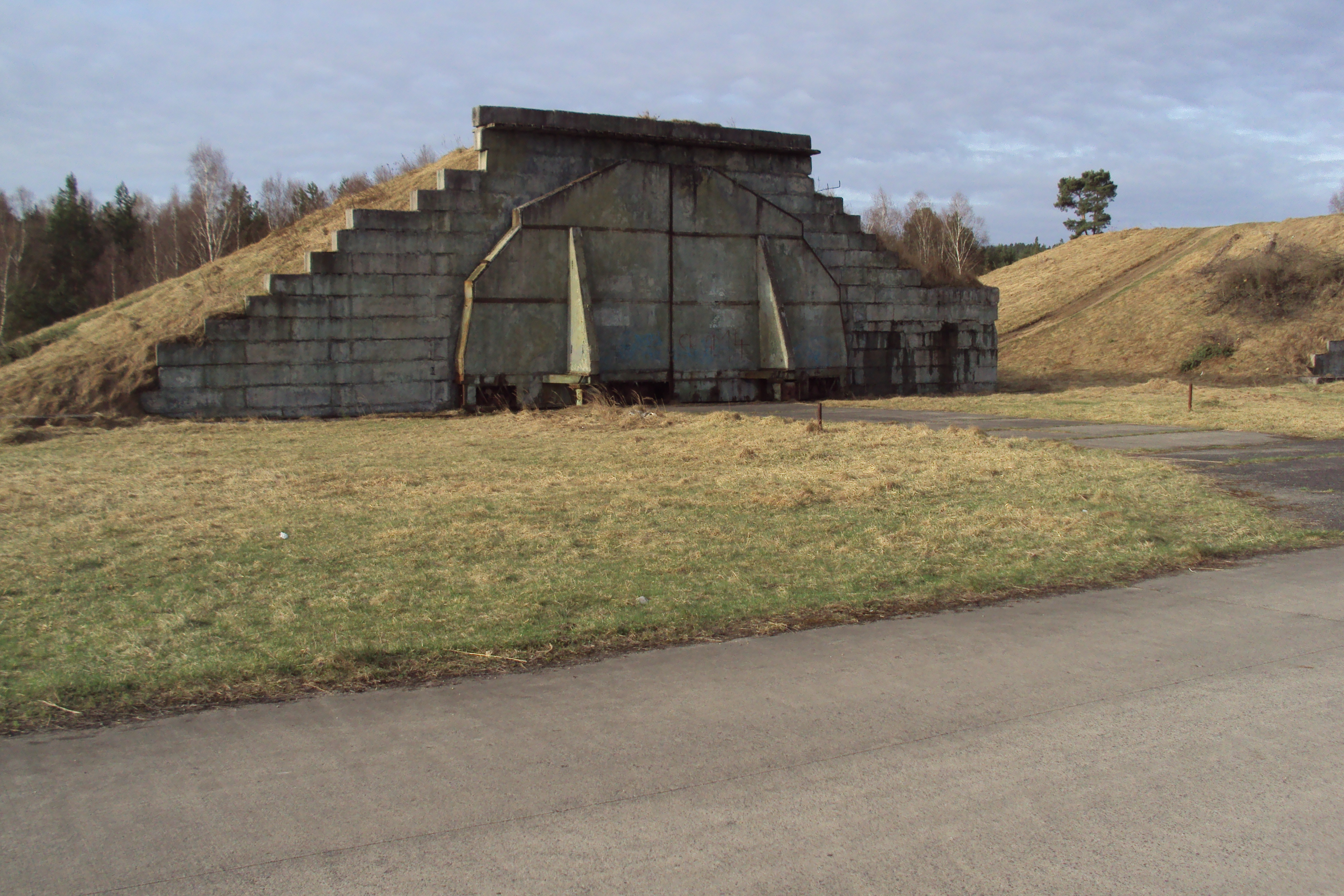
Sovětský hangár na letišti Hradčany (2011)
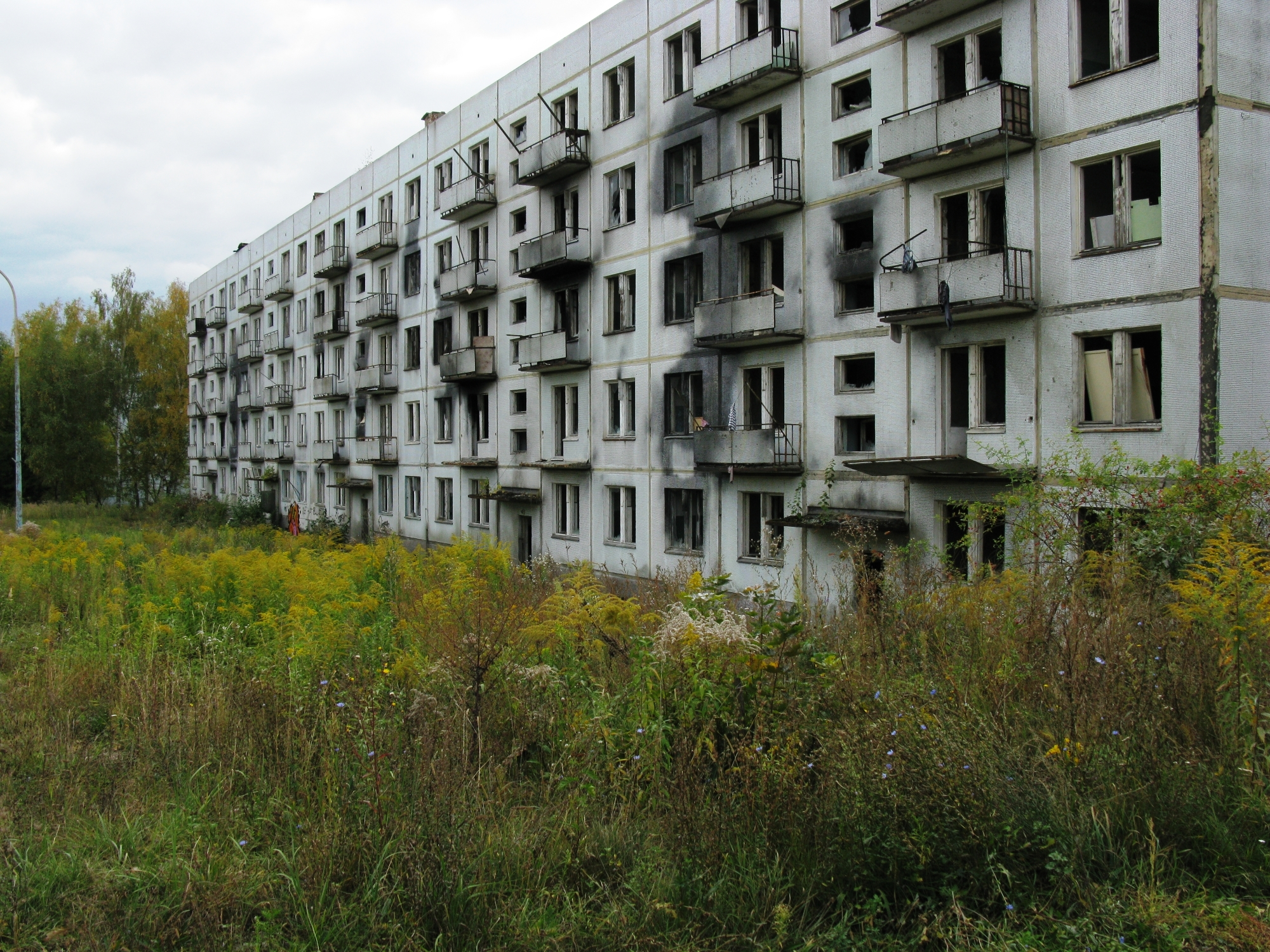
Opuštěná sovětská kasárna v Božím Daru (2012)
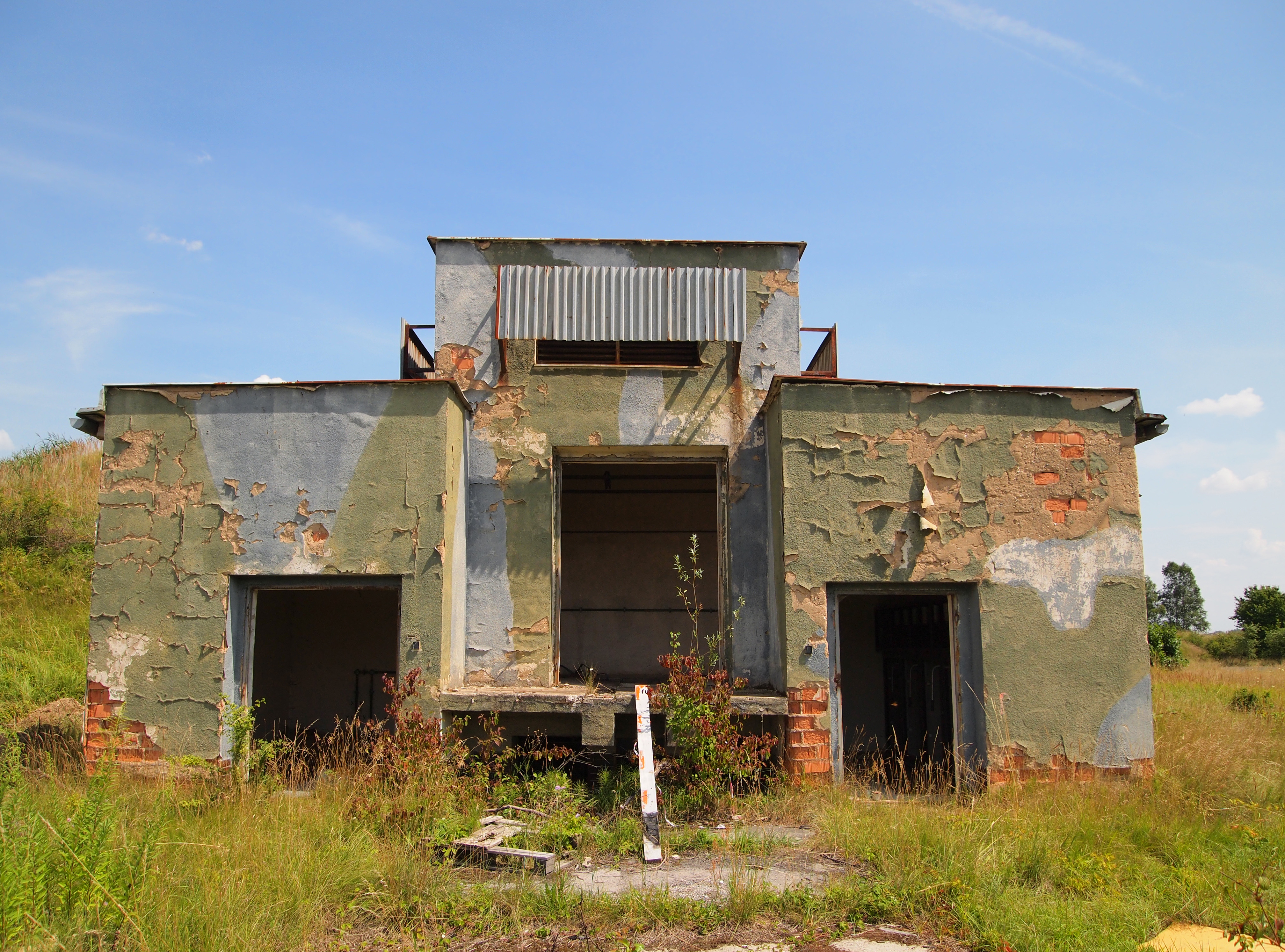
Bývalé sovětské letiště Boží Dar (2014)
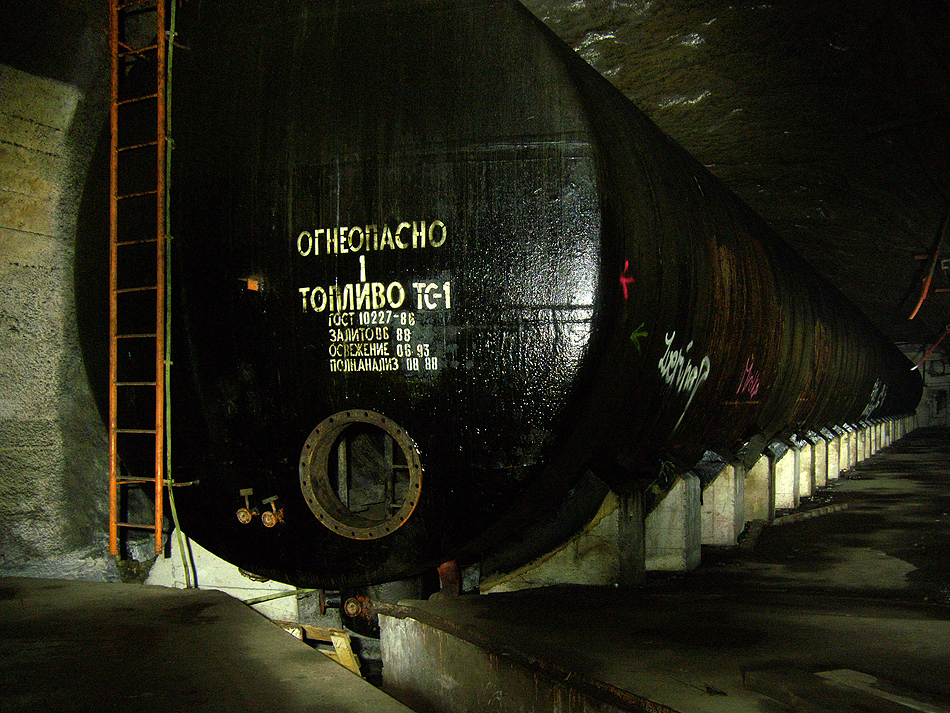
Sklad paliva v podzemní továrně Rabštejn (2015)